# Los fierecillos indomables
Los fierecillos indomables es una película cómica argentina, dirigida por Enrique Carreras, cuyos protagonistas principales son Alberto Olmedo y Jorge Porcel, que fue estrenada el 15 de julio de 1982. Es la remake de la película Escuela de sirenas y tiburones, también dirigida por Enrique Carreras, y estrenada en agosto de 1955.

## Argumento
Las autoridades de un colegio de adultos (llamado CACHADA) van a recibir una inspección que les preocupa. En el mismo avión que viaja el inspector, viaja un alumno de apellido similar al que terminan confundiendo con el inspector y lo agasajan. 
Por otro lado, los alumnos practican números musicales por la noche, ya que se comprometieron a actuar en un club, esto es descubierto por los profesores y el inspector, que deciden hacer escarmentar a sus alumnos.
Además, llega la benefactora del colegio, Amalita Fortaviene (parodia de la millonaria filántropa Amalia Lacroze de Fortabat) quien trae consigo al equipo de fútbol Loma Blanca (parodia del Club Loma Negra) para que compitan contra CACHADA. Ganar este partido es decisivo para la resolución de todos los enredos planteados en la película.

## Reparto
- Alberto Olmedo ... Alberto Videla
- Jorge Porcel ... Jorge Pietrabuena
- Luisa Albinoni ... Vanina
- Susana Traverso ... María Luz
- Javier Portales ... Jorge Piedrabuena
- Beatriz Taibo ... Margarita Fortaviene
- Mario Sapag ... Imitador
- María Martha Serra Lima ... Ella misma
- Augusto Larreta ... Profesor Larreta
- Mario Castiglione ... Mario
- José Luis Gioia
- Norma Kraider
- Fernando Olmedo
- Néstor Robles